# An Absent-Minded Mother
An Absent-Minded Mother (o An Absentminded Mother) è un cortometraggio muto del 1914 scritto, prodotto e diretto da Charles H. France.

## Produzione
Il film fu prodotto dalla Edison Company.

## Distribuzione
Distribuito dalla General Film Company, il film - un cortometraggio di 150 metri - uscì nelle sale cinematografiche degli Stati Uniti il 28 febbraio 1914.